# كاوة سفلي (مقاطعة دلفان)
كاوة سفلي (بالفارسية: کاوه سفلی) هي قرية تقع في قسم كاكاوند الشرقي الريفي (مقاطعة دلفان) في إيران. يقدر عدد سكانها بـ 52 نسمة .